# Bistrica (Lim)
Pour les articles homonymes, voir Bistrica.
La Bistrica (en serbe cyrillique : Бистрица) est une rivière du sud-ouest de la Serbie et du nord-ouest du Monténégro. Elle est un affluent droit du Lim. Sa longueur est de 26 km.
La Bistrica appartient au bassin versant de la mer Noire. Son propre bassin couvre une superficie de 380 km2. Elle n'est pas navigable.

## Parcours
La Bistrica prend sa source sur les pentes occidentales du mont Giljeva. Elle oriente sa course vers le sud, passant entre les villages de Trešnjevica et de Goševo. Elle franchit ensuite la frontière entre la Serbie et le Monténégro et tourne brutalement vers l'ouest, passant à la hauteur de Savino Polje, au pied du mont Crvenjača (1 079 m). Elle oblique ensuite vers le nord-ouest et, quelques kilomètres plus loin, se jette dans le Lim.